# دولت‌آباد ۲
دولت‌آباد ۲ یک روستا در ایران است که در دهستان فتح‌آباد شهرستان بافت واقع شده‌است.